# خوليو هيريرا
خوليو هيريرا (بالإسبانية: Julio Herrera y Obes) (و. 1841 – 1912 م) هو محام، ودبلوماسي، وسياسي من الأوروغواي ولد في مونتيفيديو.